# Горан Миланов
Горан Миланов (Сурдулица, 18. септембар 1984) српски је географ.

## Биографија
Основну школу и Гимназију завршио је у Босилеграду. Дипломирао је на Великотрновском универзитету „Св. св. Кирил и Методиј” у Великом Трнову, на одсеку географија 2008. године. Магистрира библиотекарство 2017. године на Универзитету у Новом Саду.
Аутор је монографије „Насеља општине Босилеград : Географско-демографска истраживања”, која представља капитално дело о овом крају, сто година после „Ћустендилског Крајишта” Јордана Захаријева.